# Merlí
Merlí é uma série de televisão produzida pela TV3 sobre um professor de filosofia que, usando alguns métodos pouco ortodoxos, incentiva seus alunos a pensarem livremente - dividindo as opiniões de alunos, professores e famílias.
Com certa influência de filmes como Sociedade dos Poetas Mortos, Merlí tenta deixar a filosofia mais próxima de todos os públicos. Cada episódio se baseia nas ideias de algum pensador ou escola filosófica, como os peripatéticos, Sócrates, Aristóteles,  Nietzsche ou Schopenhauer, que acabam servindo de fio condutor para os acontecimentos da série.
No total, a série teve 40 episódios. Cada episódio leva o nome de um filósofo diferente. Criada e escrita por Héctor Lozano e dirigida por Eduard Cortés, Merlí estreou na Catalunha pelo canal TV3 no dia 14 de setembro de 2015 no horário nobre, conseguindo uma audiência de 17,8% de share, com 566.000 espectadores. Ao longo dos episódios seguintes, a série se destacou como um dos grandes sucessos da temporada televisiva, sempre se mantendo como líder da sua faixa de horário. Também foi registrado um número significativo de visualizações on-line.
Depois de ter seus direitos comprados pelo grupo Atresmedia em novembro de 2015, a série foi dublada em espanhol e exibida em outros territórios da Espanha pelo canal LaSexta entre abril e junho de 2016. Internacionalmente, a Netflix comprou os direitos de exibição da primeira temporada na América Latina e nos Estados Unidos em novembro de 2016. No Brasil, a série está sendo exibida pela Netflix desde 1º de dezembro de 2016. Em 23 de dezembro de 2015, a TV3 e o criador da série, Héctor Lozano, confirmaram a exibição de uma segunda temporada. As filmagens começaram em 2 de maio e acabaram em 29 de julho de 2016. A estreia da segunda temporada se deu no dia 19 de setembro de 2016. Em Portugal, a série está a ser exibida pela RTP2 desde 9 de março de 2020.

## Argumento

### Primeira temporada
O argumento gira em torno de Merlí Bergeron (Francesc Orella), um professor de Filosofia despejado de seu apartamento que vive com sua mãe, Carmina Calduch (Anna M. Barbany), e que terá que aprender a conviver com seu filho Bruno (David Solans), cuja guarda, até o momento, era de sua ex-esposa. Coincidindo com a chegada de seu filho, Merlí consegue um emprego no instituto Àngel Guimerà. Em suas aulas, ele empregará métodos imprevisíveis para fomentar a reflexão e a discussão. Ele também ajudará seus alunos com seus problemas pessoais, mesmo que com métodos censuráveis.
Merlí não só expõe as ideias de filósofos e pensadores como também aplica suas lições no seu dia a dia para resolver os problemas que vão surgindo.
Seus alunos, os chamados peripatéticos, formam um grupo muito diversificado que terá de enfrentar todo tipo de situações. Pol (Carlos Cuevas) é um aluno rebelde e repetente que logo se entende com Merlí; Tània (Elisabet Casanovas), é uma garota extrovertida e simpática, a melhor amiga de Bruno; Berta (Candela Antón) é uma exibida que, de início, não vai com a cara do professor; Marc (Adrian Grösser) é um personagem amigável e solícito; Ivan (Pau Poch) é um garoto que sofre de agorafobia e por isso não consegue ir à escola; Gerard (Marcos Franz) é um garoto muito enamoradiço, que pedirá conselhos amorosos a Merlí; Joan (Albert Baró) é um garoto estudioso e tímido, com uma família muito rígida; Mònica (Júlia Creus), é uma aluna novata e muito madura; Oliver (Iñaki Mur), também novo na turma, é alegre e divertido, rápido em fazer amizades; e, por fim, Bruno     (David Solans), filho gay de Merlí e seu aluno mais complicado.

### Segunda temporada
Começa o segundo ano do Ensino Médio no instituto Àngel Guimerà e os alunos recebem Merlí com grande euforia. Em geral, os peripatéticos vem amadurecendo bastante, mas, no fundo, continuam sendo os mesmos adolescentes divertidos e despistados de antes. Entra uma nova aluna, Oksana, que faz com que se estabeleçam novas relações dentro do grupo.
Na sala de professores, Merlí já não é tão bem recebido. Por afloradas que estejam as rivalidades com Eugeni, surge um adversário comum a ambos: Coralina, a nova chefe de estudos. Esta professora de sessenta anos, áspera e autoritária, impõe suas visões a todos e gera grande desconforto entre os professores e alunos.
Com um Merlí combativo, cabe a Toni fazer o que pode para que haja paz. Coralina não é a única novidade entre os professores: Millán, professor de espanhol, e Elisenda, de inglês, também integram a nova equipe docente. Merlí segue ministrando suas aulas de maneira pouco ortodoxa: leva seus alunos para terem aula fora da sala com frequência. Qualquer espaço, mesmo um shopping, pode ser útil para explicar os filósofos cínicos, estoicos, Descartes, Hobbes ou os pré-socráticos. Entre os pensadores abordados nessa temporada, estão também algumas filósofas, tais como Hipárquia de Maronea.

## Elenco

### Principal
| Ator               | Personagem          | Temporada    | Temporada | Temporada  |
| Ator               | Personagem          | 1            | 2         | 3          |
| ------------------ | ------------------- | ------------ | --------- | ---------- |
| Francesc Orella    | Merlí Bergeron      | Principal    | Principal | Principal  |
| David Solans       | Bruno Bergeron      | Principal    | Principal | Recorrente |
| Carlos Cuevas      | Pol Rubio           | Principal    | Principal | Principal  |
| Elisabet Casanovas | Tània Illa          | Principal    | Principal | Principal  |
| Candela Antón      | Berta Prats         | Principal    | Principal | Principal  |
| Adrián Grösser     | Marc Vilaseca       | Principal    | Principal | Principal  |
| Pau Poch           | Ivan Blasco         | Principal    | Principal | Principal  |
| Marcos Franz       | Gerard Piguillem    | Principal    | Principal | Principal  |
| Albert Baró        | Joan Capdevila      | Principal    | Principal | Principal  |
| Júlia Creus        | Mònica de Villamore | Principal    | Principal | Principal  |
| Iñaki Mur          | Oliver Grau         | Participação | Principal | Principal  |
| Laia Manzanares    | Oksana Casanoves    |              | Principal | Principal  |
| Marta Marco        | Gina Castells       | Principal    | Principal | Principal  |
| Ana María Barbany  | Carmina Calduch     | Principal    | Principal | Recorrente |
| Pere Ponce         | Eugeni Bosch        | Principal    | Principal | Principal  |
| Pau Durá           | Toni                | Principal    | Principal |            |
| Pepa López         | Coralina            |              | Principal |            |
| Carlota Olcina     | Silvana             |              |           | Principal  |

### Recorrente
| Ator              | Personagem              | Temporada    | Temporada    | Temporada  |
| Ator              | Personagem              | 1            | 2            | 3          |
| ----------------- | ----------------------- | ------------ | ------------ | ---------- |
| Pol Hermoso       | Uri                     | Recorrente   | Recorrente   | Recorrente |
| Oriol Pla         | Oscar Rubio             | Recorrente   | Recorrente   | Recorrente |
| Boris Ruiz        | Alfonso Rubio           |              | Recorrente   | Recorrente |
| Anna Ycobalzeta   | Miriam Blasco           | Recorrente   | Recorrente   | Recorrente |
| Jordi Martínez    | Jaume Capdevila         | Recorrente   | Recorrente   | Recorrente |
| Victòria Pagès    | Aurèlia Bonet Capdevila | Recorrente   | Recorrente   | Recorrente |
| León Martínez     | Pau Vilaseca            |              | Recorrente   | Recorrente |
| Anna Barrachina   | Lídia Vilaseca          |              | Recorrente   | Recorrente |
| Isaac Alcayde     | Ricard Vilaseca         |              | Participação | Recorrente |
| Marta Domingo     | Elsa García             | Recorrente   |              | Recorrente |
| Mar del Hoyo      | Laia                    | Recorrente   |              |            |
| Patrícia Bargalló | Mireia                  | Recorrente   | Recorrente   | Recorrente |
| Assun Planas      | Glòria                  | Recorrente   | Recorrente   | Recorrente |
| Pep Jové          | Santi                   | Recorrente   |              |            |
| Rubén de Eguía    | Albert                  | Recorrente   |              |            |
| Sandra Monclús    | Elisenda                |              | Recorrente   | Recorrente |
| Ferrán Rañé       | Manel Millán            |              | Recorrente   |            |
| Pau Vinyals       | Gabi                    |              |              | Recorrente |
| Marc Arias        | Xavi                    | Recorrente   | Recorrente   | Recorrente |
| Carlos Vicente    | Enric Grau              | Recorrente   | Recorrente   |            |
| Cristina Genebat  | Anna Grau               |              | Recorrente   |            |
| Manel Barceló     | Quima                   |              | Participação | Recorrente |
| Nao Albet         | Efra                    |              |              | Recorrente |
| Rick Baster       | Student                 | Participação |              |            |

### Participações especiais
| Ator              | Personagem | Temporada    | Temporada | Temporada |
| Ator              | Personagem | 1            | 2         | 3         |
| ----------------- | ---------- | ------------ | --------- | --------- |
| Marta Calvó       | Bàrbara    | Participação |           |           |
| Asunción Balaguer | Iaia Rubio | Participação |           |           |

## Recepção
Merlí teve uma recepção excelente por parte do público. Sem contar com o último episódio, a primeira temporada alcançou, em média, a marca de 559.000 espectadores, com um share de 18,2%. Entre as faixas etárias entre 13 e 24 anos, Merlí obteve um share de 41,2%. Nas demais faixas, ficou entre 15 e 20%.
Esses resultados colocam Merlí com a segunda série de fição mais bem-sucedida da TV3, ficando atrás apenas da série 13 anys i un dia, que teve uma média de 588.000 seguidores durante a primeira temporada. Por outro lado, Merlí também conta com um bom público on-line, registrando em média 100.000 reproduções.
Segundo uma pesquisa realizada pela empresa GfK, a pedido da TV3, Merlí é uma das séries mais bem avaliadas pelos telespectadores, alcançando uma nota de 8,4 sobre 10.

## Capítulos e audiências
| Temporada | Temporada | Capítulo | Data de exibição       | Data de exibição       | Audiência    | Audiência |
| Temporada | Temporada | Capítulo | Início                 | Fim                    | Espectadores | Share     |
| --------- | --------- | -------- | ---------------------- | ---------------------- | ------------ | --------- |
|           | 1         | 13       | 14 de setembro de 2015 | 7 de dezembro de 2015  | 561.000      | 18,3%     |
|           | 2         | 13       | 19 de setembro de 2016 | 12 de dezembro de 2016 | 513.000      | 19,5%     |
|           | 3         | 14       | 18 de setembro de 2017 | 15 de janeiro de 2018  | 538.000      | 17,7%     |
| Total     | Total     | 40       | 14 de setembro de 2015 | 15 de janeiro de 2018  | 529.000      | 18,4%     |

### Temporada 1 (2015)
| Núm. Prog. | Título           | Direção       | Data de exibição       | Espectadores | Share |
| ---------- | ---------------- | ------------- | ---------------------- | ------------ | ----- |
| 1          | Os peripatéticos | Eduard Cortés | 14 de setembro de 2015 | 566.000      | 17,7% |
| 2          | Platão           | Eduard Cortés | 21 de setembro de 2015 | 544.000      | 17,2% |
| 3          | Maquiavel        | Eduard Cortés | 28 de setembro de 2015 | 556.000      | 16,7% |
| 4          | Aristóteles      | Eduard Cortés | 5 de outubro de 2015   | 591.000      | 19,3% |
| 5          | Sócrates         | Eduard Cortés | 12 de outubro de 2015  | 559.000      | 18,8% |
| 6          | Schopenhauer     | Eduard Cortés | 19 de outubro de 2015  | 538.000      | 17,0% |
| 7          | Foucault         | Eduard Cortés | 26 de outubro de 2015  | 459.000      | 15,2% |
| 8          | Guy Debord       | Eduard Cortés | 2 de novembro de 2015  | 555.000      | 19,1% |
| 9          | Epicuro          | Eduard Cortés | 9 de novembro de 2015  | 559.000      | 18,3% |
| 10         | Os céticos       | Eduard Cortés | 16 de novembro de 2015 | 577.000      | 19,6% |
| 11         | Os sofistas      | Eduard Cortés | 23 de novembro de 2015 | 610.000      | 20,5% |
| 12         | Hume             | Eduard Cortés | 30 de novembro de 2015 | 592.000      | 19,9% |
| 13         | Nietzsche        | Eduard Cortés | 7 de dezembro de 2015  | 591.000      | 19,4% |

### Temporada 2 (2016)
| Núm. Prog. | Título            | Direção       | Data de exibição       | Espectadores | Share |
| ---------- | ----------------- | ------------- | ---------------------- | ------------ | ----- |
| 1          | Os pré-socráticos | Eduard Cortés | 19 de setembro de 2016 | 577.000      | 22,5% |
| 2          | Thomas Hobbes     | Eduard Cortés | 26 de setembro de 2016 | 527.000      | 22,5% |
| 3          | Os estoicos       | Eduard Cortés | 3 de outubro de 2016   | 559.000      | 21,3% |
| 4          | Kant              | Eduard Cortés | 10 de outubro de 2016  | 511.000      | 19,1% |
| 5          | Hipárquia         | Eduard Cortés | 17 de outubro de 2016  | 524.000      | 18,8% |
| 6          | Montaigne         | Eduard Cortés | 24 de outubro de 2016  | 461.000      | 17,8% |
| 7          | Judith Butler     | Eduard Cortés | 31 de outubro de 2016  | 308.000      | 13,1% |
| 8          | Freud             | Eduard Cortés | 7 de novembro de 2016  | 541.000      | 19,8% |
| 9          | Descartes         | Eduard Cortés | 14 de novembro de 2016 | 531.000      | 19,6% |
| 10         | Engels            | Eduard Cortés | 21 de novembro de 2016 | 578.000      | 22,3% |
| 11         | Žižek             | Eduard Cortés | 28 de novembro de 2016 | 562.000      | 20,2% |
| 12         | O taoísmo         | Eduard Cortés | 5 de dezembro de 2016  | 389.000      | 15,2% |
| 13         | Boécio            | Eduard Cortés | 12 de dezembro de 2016 | 599.000      | 21,1% |

### Temporada 3 (2017)
| Núm. Prog. | Título                         | Direção       | Data de exibição       | Espectadores | Share |
| ---------- | ------------------------------ | ------------- | ---------------------- | ------------ | ----- |
| 1          | Walter Benjamin                | Eduard Cortés | 18 de setembro de 2017 | 510.000      | 17,4% |
| 2          | Adam Smith                     | Eduard Cortés | 25 de setembro de 2017 | 449.000      | 18,3% |
| 3          | Albert Camus                   | Eduard Cortés | 2 de outubro de 2017   | 528.000      | 16,5% |
| 4          | Karl Marx                      | Eduard Cortés | 9 de outubro de 2017   | 456.000      | 15,4% |
| 5          | Hannah Arendt                  | Eduard Cortés | 23 de outubro de 2017  | 496.000      | 16,4% |
| 6          | Kierkegaard                    | Eduard Cortés | 30 de outubro de 2017  | 530.000      | 18,5% |
| 7          | Thoreau                        | Eduard Cortés | 6 de novembro de 2017  | 507.000      | 17,6% |
| 8          | Plotino                        | Eduard Cortés | 13 de novembro de 2017 | 530.000      | 18%   |
| 9          | Zygmunt Bauman                 | Eduard Cortés | 20 de novembro de 2017 | 491.000      | 16,2% |
| 10         | Heidegger                      | Eduard Cortés | 27 de novembro de 2017 | 468.000      | 15,8% |
| 11         | Hegel                          | Eduard Cortés | 4 de dezembro de 2017  | 598.000      | 19,5% |
| 12         | Santo Agostinho                | Eduard Cortés | 11 de dezembro de 2017 | 437.000      | 15,4% |
| 13         | Os Peripatéticos do século XXI | Eduard Cortés | 8 de janeiro de 2018   | 542.000      | 17,4% |
| 14         | Merlí Bergeron                 | Eduard Cortés | 15 de janeiro de 2018  | 693.000      | 23,6% |

### Episódios especiais
| Título                     | Direção                     | Data de exibição       | Espectadores | Share |
| -------------------------- | --------------------------- | ---------------------- | ------------ | ----- |
| Merlinades: el 'making of' | Héctor Lozano               | 14 de dezembro de 2015 | 464.000      | 15,8% |
| La nit de Merlí            | Espartac Peran e Ana Boadas | 19 de dezembro de 2016 | 323.000      | 12,7% |

## Trilha sonora
Em 21 de novembro de 2015, foi lançado o disco da trilha sonora da série, comercializado em conjunto com o jornal El Periódico.
O disco se estrutura em três blocos:
- Bloco 1. Com músicas de Bach, Debussy, uma balada interpretada por Josep Thió (Sopa de Cabra), Lluís Gavaldà (Els Pets), entre outros, que ajudam a sentir os momentos dramáticos e românticos da série.
- Bloco 2. Se destacam Chopin e Erik Satie. As músicas mais clássicas vão gradativamente se tornando mais animadas.
- Bloco 3. É o bloco mais animado do disco, com músicas de La Casa Azul, Josep Thió, Pau Vallvé, entre outros.

Também estão inclusas na compilação músicas de Xavi Capellas, compostas especialmente para a série.